# Lophiola aurea
Lophiola aurea é uma espécie botânica pertencente ao gênero Lophiola.

## Sinônimos
- Argolasia tomentosa Raf.
- Conostylis americana Pursh
- Helonias tomentosa Muhl. ex Schult. & Schult.f.
- Lophiola americana (Pursh) A.Wood
- Lophiola breviflora Gand.
- Lophiola floridana Gand.
- Lophiola septentrionalis Fernald
- Lophiola tomentosa (Raf.) Britton, Sterns & Poggenb.